# Берштейн, Леонид Самойлович
Леонид Самойлович Берштейн (9 июля 1941, Киев — 3 декабря 2015, Таганрог, Ростовская область) — советский и российский учёный в области математики и информатики, заведующий кафедрой информатики Таганрогского радиотехнического института, доктор технических наук, профессор (1986), заслуженный деятель науки и техники РФ (1996).

## Биография
Родился 9 июля 1941 года в Киеве. В 1965 год окончил Таганрогский радиотехнический институт c красным дипломом. 
В 1970 году защитил кандидатскую диссертацию, в 1983-ом году — докторскую диссертацию. С 1987 по 1991 годы заведовал кафедрой вычислительной математики, с 1991 по 2013-й был заведующим кафедрой прикладной информатики, с 2013 года — профессором−консультантом кафедры информационно-аналитических систем безопасности. 
В 2002 году основывает ООО «Нетрикс» для ведения коммерческой деятельности в области по созданию и использованию баз данных и информационных ресурсов.
Известный учёный в области разработки и создания математических моделей и программно-аппаратных средств интеллектуальных систем обработки информации и принятия решений, разработки и исследовании интеллектуальных систем обработки информации в условиях априорной неопределённости, неполноты и нечёткости. Создатель первого в России нечёткого сопроцессора для ЭВМ. Автор более 307 научных работ, в том числе 12 монографий, 18 учебных пособий и 21 изобретения. Под его руководством подготовлено 30 кандидатов и 13 докторов наук в области информатики. Лауреат государственной научной стипендии РАН (1994, 1997—2003).
Похоронен на Аллее Славы Николаевского кладбища Таганрога.

## Научная деятельность

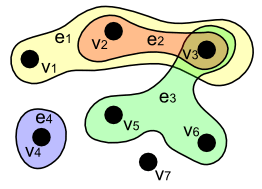
Гиперграф

Вёл научную деятельность в области теории графов и конечных автоматов, структурирования сложных систем, принятия оптимизированных решений, им были разработаны методы применения нечётких гиперграфов для анализа и синтеза конечных автоматов. Им были созданы вычислительные структуры для решения комбинаторных задач на гиперграфах — построения трасс на плоскости, изменение элементов гиперграфов. Кроме того, Л. С. Берштейном были сделаны открытия в областях интеллектуальных экспертных систем, анализа сложных объектов, решений плохо формализованных задач.

## Публикации
- «Применение графов для проектирования дискретных устройств» Москва: Наука, 1974 г.,
- «Методы разбиения схем РЭА на конструктивно-законченные части», Москва: Сов. радио, 1978 г.,
- «Гиперграфы в автоматизации проектирования дискретных устройств», Ростов, издательство Ростовского Университета, 1981 г.,
- «Ситуационные советующие системы с нечеткой логикой», Наука, 1990 г.,
- «Нечёткие модели для экспертных систем САПР», Энергоатомиздат, 1991 г.,
- "Проектирование интеллектуального интерфейса «человек-машина», Ростов-на-Дону: Изд-во РГУ, 1991 г.,
- «Адаптивное управление с нечёткими стратегиями» Ростов на Дону: Изд-во РГУ, 1993 г.,
- «Планирование поведения интеллектуального робота», Энергоатомиздат, 1994 г.
- «Модели и методы принятия решений в интегрированных интеллектуальных системах». Издательство Ростовского университета, 1999 г., 278 с.
- «Нечёткие модели принятия решений: дедукция, индукция, аналогия», Таганрог, изд-во ТРТУ, 2001 г., 110 с.
- «Геоинформационные справочные системы», Таганрог, изд-во ТРТУ, 2001 г. 154 с.
- «Нечёткие графы и гиперграфы», М. Научный мир, 2005 г. 249 с.

## Звания и награды
- Лауреат Государственной научной стипендии РАН (1994, 1997—2003)[3]
- Академик РАЕН (1997)
- Заслуженный деятель науки и техники РФ (1996)[3]

## Память
- С 2016 года кафедра информационно-аналитических систем безопасности Института компьютерных технологий и информационной безопасности ЮФУ носит имя профессора Леонида Самойловича Берштейна[3].
- В 2016 году в Институте компьютерных технологий и информационной безопасности Южного федерального университета была открыта памятная мемориальная доска, посвящённая профессору Л.С. Берштейну[3].

- В 2019 году учреждена стипендия в области искусственного интеллекта имени профессора Л.С. Берштейна. Она вручается ежегодно студентам ЮФУ, проявившим особые успехи в научных исследованиях в области искусственного интеллекта и учебе[3].